# Aplomerus buprestivorus
Aplomerus buprestivorus là một loài tò vò trong họ Ichneumonidae.